# Laguna Cejar
La laguna Cejar es un cuerpo de agua superficial salado ubicado en el Salar de Atacama, en la comuna de San Pedro de Atacama, Provincia de El Loa, norte de Chile.

## Ubicación y descripción
No existe mucha información fidedigna sobre esta laguna,: 83  aunque si muchos comentarios de su belleza y salinidad. La página de la localidad la describe como laguna Cejar, ubicada a 16 kilómetros de San Pedro de Atacama, una mezcla maravillosa de colores esmeralda y azules con vista al Volcán Licancabur y a la cordillera de la Sal, sus cristales de sal brillan al sol como diamantes en un día en que el sol enclarece un cielo de color azul perfecto indifo.
El mapa permite apreciar de norte a sur la ubicación de las lagunas Baltinache, de Cejar, Tebinquiche (Tebinquinche), Chaxa, Barros Negros, Quelana, Salada, La Punta y Brava.